# Aitz Txiki
Aitz Txiki o Astxiki, forma, esta última, oficial y recomendada por la Real Academia de la Lengua Vasca, es un monte de Vizcaya, País Vasco (España), de 791 m de altitud. Es una de las cumbres de los denominados Montes del Duranguesado. Su cumbre se alza en el término municipal de Abadiano.
Su nombre quiere decir en castellano "peña pequeña" aitz=peña txiki=pequeña. A lo largo del tiempo se ha escrito con diferentes grafías y formas como; "aitxiki", "aiztxiki", "atxiki", "aitzchiqui", "aitz-txiki", "alluitz-txiki", "alluis-chiqui", "Aschigui, Alluitx-Txiki", "aitz txiki", "axtxiki", "astxiki", "aitx-txiki", "gastelu puntie", la mayoría de ellas en referencia a su tamaño en comparación con las cumbres vecinas y otras ligandolo directamente a su vecino Alluitz o a la existencia de un antiguo castillo o torre de vigilancia en su cima (gastelu puntie, punta del castillo). algunas veces se acompaña con los términos "monte",  "punta" y "peña".

## Descripción
Es el pico pequeño de la familia que componen la Sierra de Amboto o montes del Duranguesado, conocidos también como "La pequeña Suiza" que forman parte del parque natural de Urkiola. Al igual que el Amboto y el resto de los que conforma el cresterio, forma parte de la inmensa mole de caliza arrecifal muy compacta y de color gris claro que contiene restos de corales coloniales masivos y grandes conchas de rudicos y ostreicos La sierra, que se sitúa al Este del parque, lo recorre en dirección noroeste-sureste. 
Aun siendo el menor de ellos conserva el aire y el empaque de sus hermanos mayores, sobre todo cuando se contempla desde el desfiladero de Atxarte, el cual forma con el vecino Untxillaitz. Su cumbre, doble (la más alta es Aitz Txiki y la pequeña (790m) se llama Artxua o Sorginkobetagaña), es punteaguda y esbelta siendo muy escarpada por todos los costados menos por el que da al collado de Artola que lo separa del Alluitz y es ruta de ascenso principal. En otros tiempos albergó una edificación militar (en alguna literaturas aparece como castillo) de la que apenas queda algún rastro de sus cimientos. Esta construcción está justificada para la vigilancia del antiguo camino de Urquiola que unía el duranguesado con la meseta y cruza por Atxarte.
En sus laderas están las principales vías de la Escuela de Escalada de Atxarte considerada como la mejor del País Vasco, donde destaca la escalada del dedo de Usokobetagaña. En la cara norte esta la cueva de Astokoba en la que se han encontrado restos prehistóricos siendo su principal explorador Joxemiel Barandiaran.

## El castillo

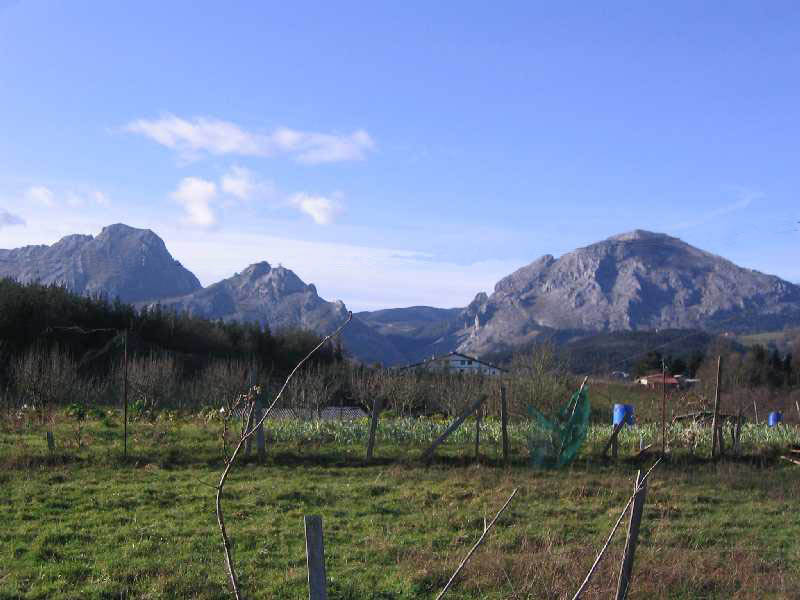
Aitz Txiki junto al Alluitz (a la izquierda, separado por el collado de Artola) y al Untzillaitz (a la derecha entre ellos se forma el desfiladero de Atxarte).

Aun cuando no existe documentación que lo acredite las evidencia arqueológicas certifican que en la cumbre del Aitz Txiki existió un castillo medieval, datado entre los siglos X y XII. Este castillo es uno de los siete de esa época que se conocen en el territorio de Vizcaya (los otros son, castillo de Malmasín, en Arrigorriaga; castillo de Untzueta, en Orozco; castillo de San Juan de Gazteluatxe, en Bermeo; castillo de Zarragoiti, también en Bermeo; castillo de Ereñozar, en Ereño; castillo de Malmaseda y castillo de Orduña). 
En las década de los años 40 del siglo XX Joxemiel Barandiaran ya describió, por los restos encontrados, una edificación militar en la cumbre de Aitz Txiki. Tanto en la cumbre como en la laderas del monte se han venido encontrando numerosos restos de material bélico, como espadas, puntas de flecha, ballesta...  que en la actualidad están depositados en el museo arqueológico de Bilbao. En 1995 se realizó un estudio arqueológico en profundidad, se hicieron varias catas en diferentes lugares de la cumbre con las que se logró definir la edificación que allí había existido. 
En la punta más alta, donde se halla el buzón, se identificó el muro de una posible torre. este muro se llega a ver en superficie. También se halló un quicio tallado en la roca que correspondió a alguna puerta de acceso. En el pequeño collado que separa las dos cimas, entrada natural al entorno de la cumbre, se halló y definió la muralla principal de defensa, de la cual también se pueden apreciar restos a simple vista en la actualidad. En pleno collado se encontró  una estructura compatible con el aljibe. En la plataforma oeste, se determinó que se ubicaba la parte noble de la edificación con las estancias para los soldados.
Es cree que este castillo, al igual que los otros de su época, puede corresponder a una muestra del poder y marcación del territorio de los señores feudales que lo dominaban. Estas edificaciones, de poca entidad arquitectónica, estaban emplazadas en puntos muy visibles y de gran simbología del paisaje. Justo en esa época se estaba gestando la creación del Condado de Vizcaya, que luego dio lugar al Señorío de Vizcaya.

## Rutas de ascenso
Desde Atxarte.

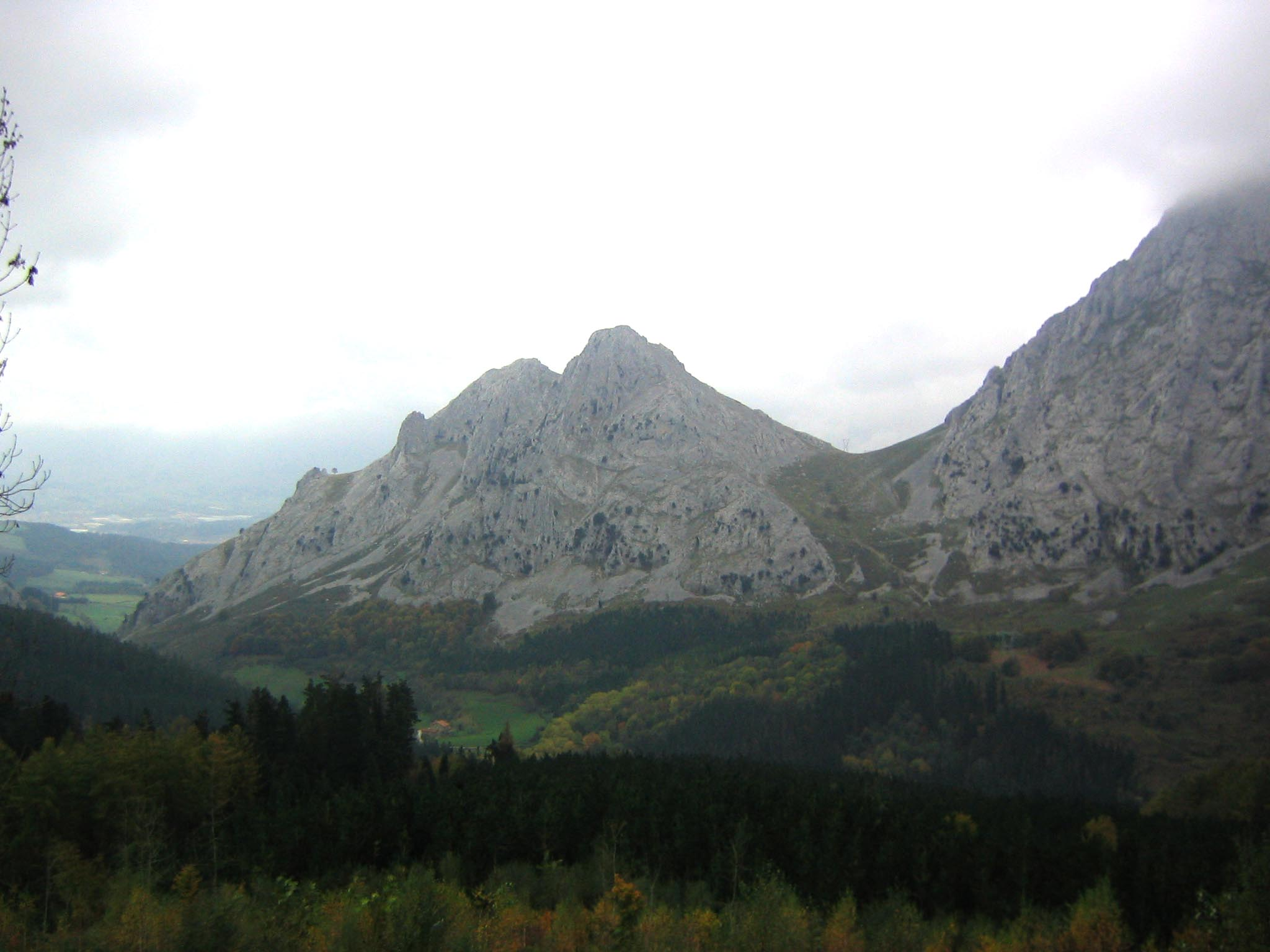
Cara sur del Aitz Txiki junto al Alluitz (a la derecha cubierto por la niebla, separado por el collado de Artola).

Desde el barrio de Zelaieta de Abadiano tomamos la carretera que conduce al barrio de Mendiola hasta el desfiladero de Atxarte, allí cruzamos el río junto a la ermita del Santo cristo, y siguiendo por un momento la antigua vía de la meseta, torcemos a la izquierda para emprender la subida hacia el colado de Asuntze que abandonamos pronto para ascender al de Artola (inconfundible por el tendido de alta tensión que lo atraviesa). Desde Artola se inicia la ascensión propia al Aitz Txiki siguiendo un corte en la peña, ascendemos sin mayores dificultades por una empinada cuesta entre rocas y pedriza hasta llegar a un pequeño collado, ya prácticamente en lo alto, que separa las 2 pequeñas cumbres.
Desde Axpe
De la parte trasera de la iglesia de este bonito barrio rural seguimos la señalización que nos conduce al camino asfaltado que nos llevaría hasta el restaurante y hotel de Mendi Goikoa por su parte trasera, en menos de 800m abandonamos este camino para coger la pista que se dirige al barrio de Sagasta. Cuando se da por terminada la cuesta, en un cruce de caminos, torcemos a la izquierda para ir a parar justo debajo del Paso del Infierno (Infernuko Zubia), de donde se tiene una imponente vista del Alluitz. Allí por un pequeño camino que sale a mano derecha nos dirigimos al collado de Artola (el tendido de alta tensión sirve de referencia) de donde seguimos la misma ruta que en el itinerarío anterior.
Tiempos de accesos
- Atxarte (1h 30m).
- Axpe (Atxondo) (1h 30m).[3]